# Грод
Грод (Джамбек) — правитель кутригуров (в средневековых источниках — гуннов) в Оногурии (Patria Onoguria) в период между 520 годом и 527/528 или 534 годом. Эти племена обитали в Северном Причерноморье. Также основал гуннскую династией архонтов (со статусом царя зависимого от Византии) Боспора.

## Биография
Согласно преданиям, гуннский князь Ернак имел двух сыновей: один звался Утигур, а другой назывался Кутригур. После смерти отца они разделили власть и дали свои имена подданным народам, так что даже позднее некоторые из них назывались утигуры, а остальные — кутригуры. После Кутригура начал править Грод.
Грод ездил в Византию за военной и политической поддержкой. В 528 году Грод обратился в христианство в Константинополе. В легендах сообщается, что его крёстным отцом был византийский император Юстиниан I. По поручению императора Грод возвратился в свою страну (где-то вблизи Меотиды), чтобы оберегать боспорские владения Византии, включавшие земли Керченского и Таманских полуостровов. Он получил титул боспорского архонта, а в его столице разместился византийский гарнизон. После своего возвращения Грод победил своего брата и пытался навязать христианство своим соотечественникам. Благодаря усилиям нового боспорского правителя часть гуннов приняла христианство.
При Гроде на Боспоре было создано правильно организованное войско, изготовлялась собственная монета, на чеканку которых были пущены гуннские золотые и серебряные идолы. Однако в результате заговора гуннских жрецов Грод был убит. Восставшими гуннами были убиты также все христиане и византийский гарнизон. По свидетельству византийского летописца Феофана Исповедника, после этого гунны-утиргуры захватили Боспор, что подтверждается материалами археологических исследований. Исходя из письменных источников, эти события следует датировать 527/528 или 534 годами.
Новым боспорским правителем стал Мугел, брат Грода. Вскоре Юстиниан I утвердил непосредственно свою власть на Боспоре, отправив сюда византийские войска и перебив мятежных гуннов. Не позднее 534 года император восстановил на Боспоре власть Византии, и, таким образом, власть Византии продержалась здесь до VI века.